# Noël-Cerneux
Noël-Cerneux är en kommun i departementet Doubs i regionen Bourgogne-Franche-Comté i östra Frankrike. Kommunen ligger i kantonen Le Russey som tillhör arrondissementet Pontarlier. År 2022 hade Noël-Cerneux 455 invånare.

## Befolkningsutveckling
Antalet invånare i kommunen Noël-Cerneux
Referens:INSEE